# Sunža (città)
Sunža (in russo Сунжа?; in inguscio Шолжа-пхье?, Šolža-phwe) è una città della Russia meridionale, situata in Inguscezia, una delle Repubbliche autonome della Federazione Russia. È il centro amministrativo del distretto Sunženskij di cui non fa parte, forma un distretto urbano a sé.
La città si trova nella valle del fiume Sunža, 22 km a nord-est di Nazran'. 
Fino al 2016 la città era denominata Ordžonikidzevskaja (in russo Орджоникидзевская?; in inguscio Орджоникидзевски?, Ordžonikidzevski).